# Wild Bunch
Wild Bunch是德国的一家电影发行公司。

## 历史
公司最初是映欧嘉纳的一个分部。2002年，映欧嘉纳的旧员工成立了Wild Bunch。
2015年，Wild Bunch与德国公司Senator Entertainment合并。2015年5月，公司在洛杉矶成立了一家子公司负责独立电影的国际销售业务。

## 业务

### 法国
公司在法国主要的业务为电影发行。

### 国际
公司在意大利、德国、西班牙和奥地利也拥有电影发行业务。

## 公司发行的获奖电影
- 艺术家 2012
- 国王的演讲 2011
- 潘神的迷宫 2007
- 帝企鹅日记 2006
- 千与千寻 2003